# 鎌原観音堂
座標: 北緯36度30分57.7秒 東経138度32分53.8秒 / 北緯36.516028度 東経138.548278度

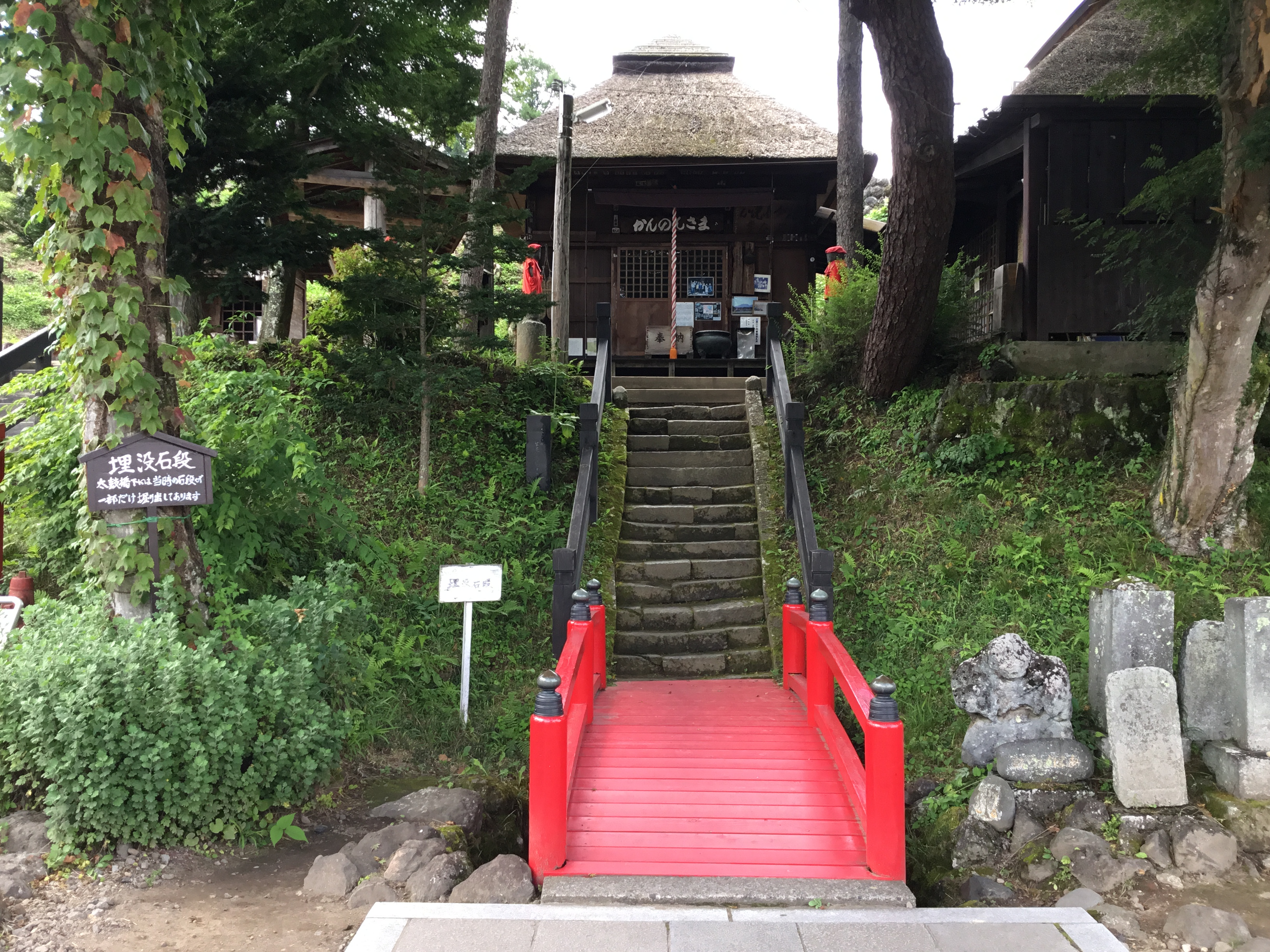
鎌原観音堂

鎌原観音堂（かんばらかんのんどう）は、群馬県吾妻郡嬬恋村鎌原（もとの鎌原村）にある観音菩薩を祀る礼堂である。

## 概要
1783年（天明3年）7月8日（旧暦）、火口より北側約12kmにある鎌原村は、浅間山の大噴火（いわゆる天明大噴火）による土石流に襲われ壊滅。このとき鎌原村の村外にいた者や、土石流に気付いて階段を上り観音堂まで避難できた者、合計93名のみが助かった。この災害では、当時の村の人口570名のうち、477名の命が失われた。
現在、地上部分にある石段は15段であるが、村の言い伝えではかつてはもっと長いものだったとされていた。1979年（昭和54年）に観音堂周辺の発掘調査がおこなわれた結果、石段は全体で50段あったことが判明し、土石流は35段分の高さ（約6.5メートル）に達するものであった事がわかった。また、埋没した石段の最下部で女性2名の遺体が発見された。若い女性が年配の女性を背負うような格好で見つかり、顔を復元したところ、良く似た顔立ちであったことなどから、娘と母親（親子）、あるいは歳の離れた姉妹など、近親者（肉親）であると考えられている。浅間山の噴火に気付いて、若い女性が年長者を背負って観音堂へ避難する際に、土石流に飲み込まれてしまったものと考えられている。このため観音堂は「生死を分けた15段」として語り継がれている。

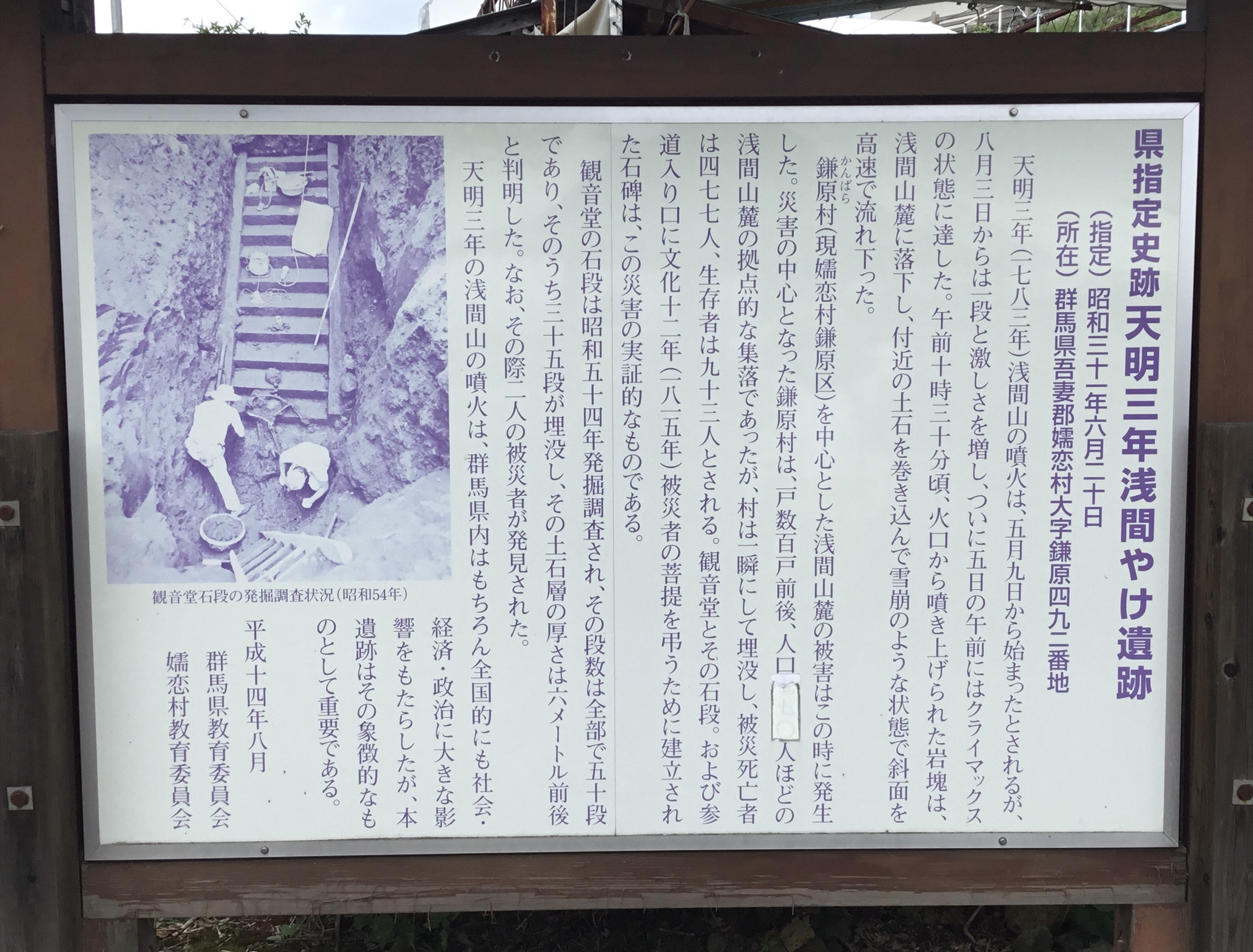
天明三年浅間やけ遺跡

また、天明の浅間山噴火で流出した土石流や火砕流は、鎌原村の北側を流れる吾妻川に流れ込み、吾妻川を一旦堰き止めてから決壊。大洪水を引き起こしながら、吾妻川沿いの村々を押し流し、被害は利根川沿いの村々にも及んだ。この一連の災害によって、1,490名の人命が失われた。また、当時鎌原村にあった「延命寺（えんめいじ）」の石標や、隣村（小宿村＝現在の長野原町大字応桑字小宿）にあった「常林寺（じょうりんじ）」の梵鐘が、嬬恋村から約20km下流の東吾妻町の吾妻川の河原から約120年後に発見された。
大噴火によって甚大な被害を受けて不安な日々を過ごす住民は、江戸の東叡山寛永寺に救済を求めた。前年に東叡山寛永寺護国院の住職から、信州善光寺別当大勧進貫主に就任した等順が被災地に入り、炊き出しのための物資調達に奔走、被災者一人につき白米5合と銭50文を3000人に施し、念仏供養を30日間施行した。
その様子は、「数多の僧侶を従えて ほどなく聖も着き給い 施餓鬼の段を設ければ のこりの人々集まりて みなもろともに合唱し 六字の名号唱うれば 聖は数珠を爪ぐりて 御経読誦を成し給う」と、『浅間山噴火大和讃』として伝承されてきた。
1784年（天明4年）7月、等順は善光寺本堂にて浅間山大噴火被災者の追善大法要を執行、被災地には1,490人の名前が書かれた経木塔婆が送られた。また、被災した人々の心の平安を取り戻すため、大量に授与した『血脈譜』とよばれるお守りが評判となり、落語『お血脈』の題材になった。
その縁から、等順自筆の「南無阿弥陀仏」の名号碑が建立され足跡を伝えており、2015年8月5日に行われた「浅間押し233回忌供養祭」では、善光寺長臈の村上光田大僧正が招かれ地元の常林寺の高橋邦光住職らとともに読経、「等順は仏様の慈悲にすがって被災者の生き残った人のケアをしようとした。鎌原の被災者の供養が、回向柱を本堂前に立てる現在の善光寺御開帳の原点になった。」と解説している。
村がまるごと飲み込まれたことから「日本のポンペイ」とも呼ばれ、発掘による出土品や当時の様子、絵図などが観音堂に隣接した嬬恋郷土資料館に展示してある。多くの火山災害の被災地では、生き残った住民が避難した先（場所）で新しい町を再建したが、鎌原は、生き残った住民が同じ場所に戻って村を再建した非常に珍しい例である。
現在、火山災害から命を救った観音堂は厄除け信仰の対象となっており、地元鎌原地区の鎌原観音堂奉仕会が交替でお堂に詰めて、先祖の供養を1日も欠かすことなくおこなっている。観音堂を訪ねると保存会員から昔語りを聞くこともできる。2018年8月5日の供養祭には、流れ着いた犠牲者を供養した縁で交流が続く伊勢崎市の戸谷塚、境中島地区の住民も参列した。
また、鎌原観音堂では春のお彼岸の入りになると、お供えのために「身護団子（みごだんご）」という団子を作り、先祖の供養を行う。
2023年11月8日、善光寺大勧進貫主の栢木寛照大僧正が、現役の善光寺貫主として等順以来240年ぶりに鎌原観音堂で法要、「等順が民衆救済した精神を受け止め、これから善光寺と鎌原観音堂の御縁を深めていきたい。」と語った。
本尊は十一面観音菩薩。

## 交通アクセス
- 「JR吾妻線」万座・鹿沢口駅から西武観光バス、「軽井沢駅」行きで約5分、「鎌原観音堂前」下車、徒歩2分。
- 「北陸新幹線」・「しなの鉄道」の軽井沢駅から、西武観光バスの万座温泉行きで約65分、「鎌原観音堂前」下車、徒歩2分。
- [注釈 5]